# Semiothisa hebetata
Semiothisa hebetata là một loài bướm đêm trong họ Geometridae.